# GLX

GLX and AIGLX versus direct rendering.

GLX（"OpenGL Extension to the X Window System" の頭文字語）は OpenGL と X Window System をつなぐバインディングを提供する。X Window System によって提供されたウィンドウ内でプログラムが OpenGL を使えるようにする。

## 歴史
GLX はシリコングラフィックスによってつくられ現在バージョン1.4である。DRI と Mesa の両方とともに GLX は X11R6.7.0 から X.Org Foundation のバージョンの X Window System に、バージョン4.0より XFree86 プロジェクトのバージョンに含まれている。

## 機能
GLX は三つの部分からなる。
- X Window System のアプリケーションに OpenGL の関数を提供する API
- クライアント（OpenGL アプリケーション）が X サーバ（表示を担うソフトウェア）に3Dレンダリングコマンドを送れるようにする、X プロトコルの拡張。クライアントとサーバは異なるコンピュータで動作していてもよい。
- レンダリングコマンドをクライアントから受け取りインストールされた OpenGL ライブラリに渡すという X サーバの拡張。もしハードウェアアクセラレーションの効いたライブラリが利用できなければ、通常 Mesa 3D になり、これはソフトウェア内のすべてを扱えるが、通常ハードウェアアクセラレーションの効いたライブラリよりずっと遅い。

クライアントとサーバが同じコンピュータと、適切なドライバを使ったアクセラレーションの効いた3Dグラフィックスカード上で動作していれば、最初の二つのコンポーネントは DRI によってバイパスできる。この場合、クライアントはグラフィックハードウェアに直接アクセスできる。
サーバのサポートする GLX visual を含む GLX についての診断情報の多くは glxinfo コマンドを使って見つけられる。デモユーティリティ glxgears は3Dレンダリング設定の速さの大まかな見積もりを提供する。より新しいバージョンの glxgears では速さを見るには -info オプションを使う必要がある。しかし、glxgears はベンチマークツールではなく、そのように使うべきではない。ハードウェアアクセラレーションの効いたライブラリが正しくインストールされているのかを検証するために使うためだけのものである。